# Круглое (озеро, Дмитровский район)
Круглое — озеро мышецкой группы, 18-е по размеру озеро Московского региона. Расположено в Дмитровском районе Московской области, вблизи населённых пунктов Рыбаки, Агафониха, Озерецкое и Мышецкое, окружено Клинско-Дмитровской грядой. Озеро ледникового происхождения, с озером Долгое соединено рекой Мещериха, которая впадает в озеро Круглое, а потом вытекает из него.
Площадь — 0,96 км², наибольшая глубина 4,2 м. У рыбаков озеро славится крупным карпом и окунем. В озере обитают около 20 видов рыб. В зимнее время на озере занимаются сноукайтингом.
На берегах озера расположены пансионаты и дома отдыха, а также база подготовки сборных команд России.
Озеро изображено на флаге сельского поселения Габовское.
В бассейн Круглого входит озеро Долгое. По соседству также расположено третье озеро мышецкой группы — Нерское.

## Экология
17 ноября 2016 года Круглое озеро было поставлено на кадастровый учет в новом охранном статусе и вошло в состав памятника природы  «Озера Нерское, Долгое, Круглое и их ближайшее окружение» 